# Oskorušno
Oskorušno je naselje u općini Orebić na poluotoku Pelješac u Dubrovačko-neretvanskoj županiji.

## Zemljopisni položaj
Naselje se nalazi u unutrašnjosti središnjeg dijela poluotoka Pelješca, 10 km sjeverozapadno od Janjine uz lokalnu prometnicu koja prolazi uzduž poluotoka.

## Stanovništvo
Prema popisu stanovništva iz 2001. godine u Oskorušnom u 43 domaćinstva obitava 126 stanovnika.
| broj stanovnika | 453   | 418   | 423   | 404   | 430   | 411   | 389   | 336   | 261   | 260   | 255   | 240   | 195   | 185   | 126   | 101   | 77    |
|                 | 1857. | 1869. | 1880. | 1890. | 1900. | 1910. | 1921. | 1931. | 1948. | 1953. | 1961. | 1971. | 1981. | 1991. | 2001. | 2011. | 2021. |

## Gospodarstvo
Mještani naselja se bave uzgojem vinove loze, poljodjelstvom, stočarstvom te u zadnje vrijeme seoskim turizmom.

## Vanjske poveznice
- TZ Orebić - Oskorušno  Arhivirana inačica izvorne stranice od 21. siječnja 2010. (Wayback Machine)